# Klitija
Klitija (grčki: Κλειτίας) bio je drevni atenski slikar koji je ilustirao vaze i druge keramičke posude u razdoblju oko 580. – 550. pr. Kr. Od njegovih djela najpoznatija je Vaza François koju je napravio zajedno s Ergotimom.